# Райберти, Фламиний
Фламиний Райберти (фр. Flaminius Raiberti; 13 апреля 1862[…], Ницца — 16 декабря 1929[…], Ницца) — французский политик.

## Биография
Родился в 1862 году в дворянской семье из исторического графства Ницца, возведённой в баронское достоинство в 1822 году сардинским королём. Профессиональный юрист. 
В 1890 году (в 28 лет) был впервые избран депутатом в Национальное собрание — нижнюю палату парламента Франции от департамента Приморские Альпы, административным центром которого является город  Ницца. В дальнейшем многократно переизбирался. Пробыл депутатом нижней палаты французского парламента от Приморских Альп суммарно 32 года (1890—1922), а затем, в 1922—29 годах являлся французским сенатором (членом верхней палаты) от того же департамента. 
В самом конце 1920 года был назначен военным министром (по другим данным — исполняющим обязанности военного министра), пробыл в этой должности ровно месяц. Год спустя был назначен военно-морским министром во втором правительстве Раймона Пуанкаре. Эту должность он занимал два года. Райберти приписывают некоторые положительные меры по обновлению французского военно-морского флота, однако подробности этого неясны. 
Супругой Райберти была Антония Малассена (фр. Antonia Malausséna), которая также происходила из франко-итальянской дворянской семьи графства Ницца. 
Фламиний Райберти скончался в 1929 году и был похоронен в Ницце на городском кладбище, причём на его могиле было воздвигнуто чрезвычайно изысканное надгробие.
Одна из улиц Ниццы носит имя Фламиния Райберти.